# Polacantha tridens
Polacantha tridens är en tvåvingeart som beskrevs av Martin 1975. Polacantha tridens ingår i släktet Polacantha och familjen rovflugor. Inga underarter finns listade i Catalogue of Life.